# Sint-Anna-Ommegang

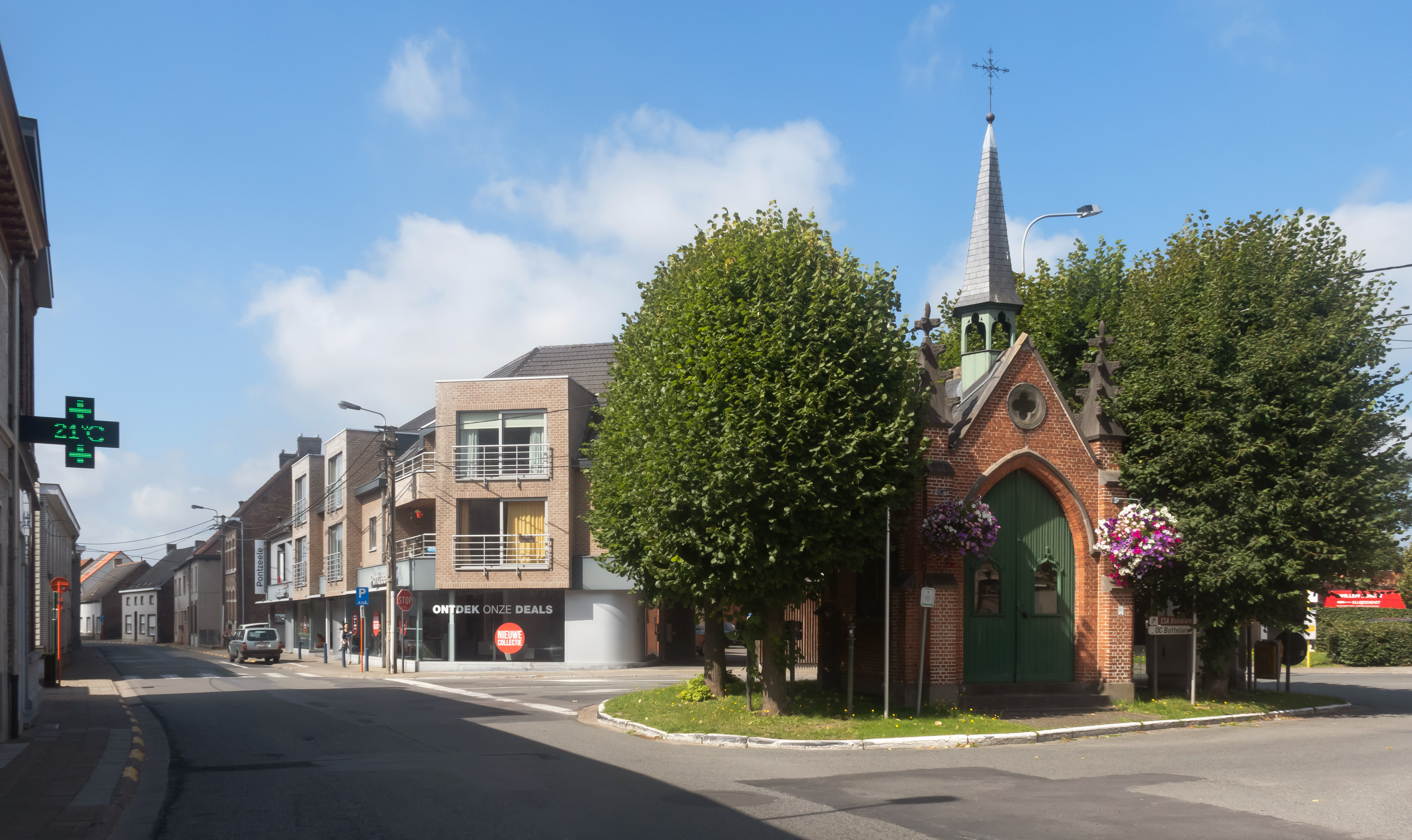
Sint-Annakapel

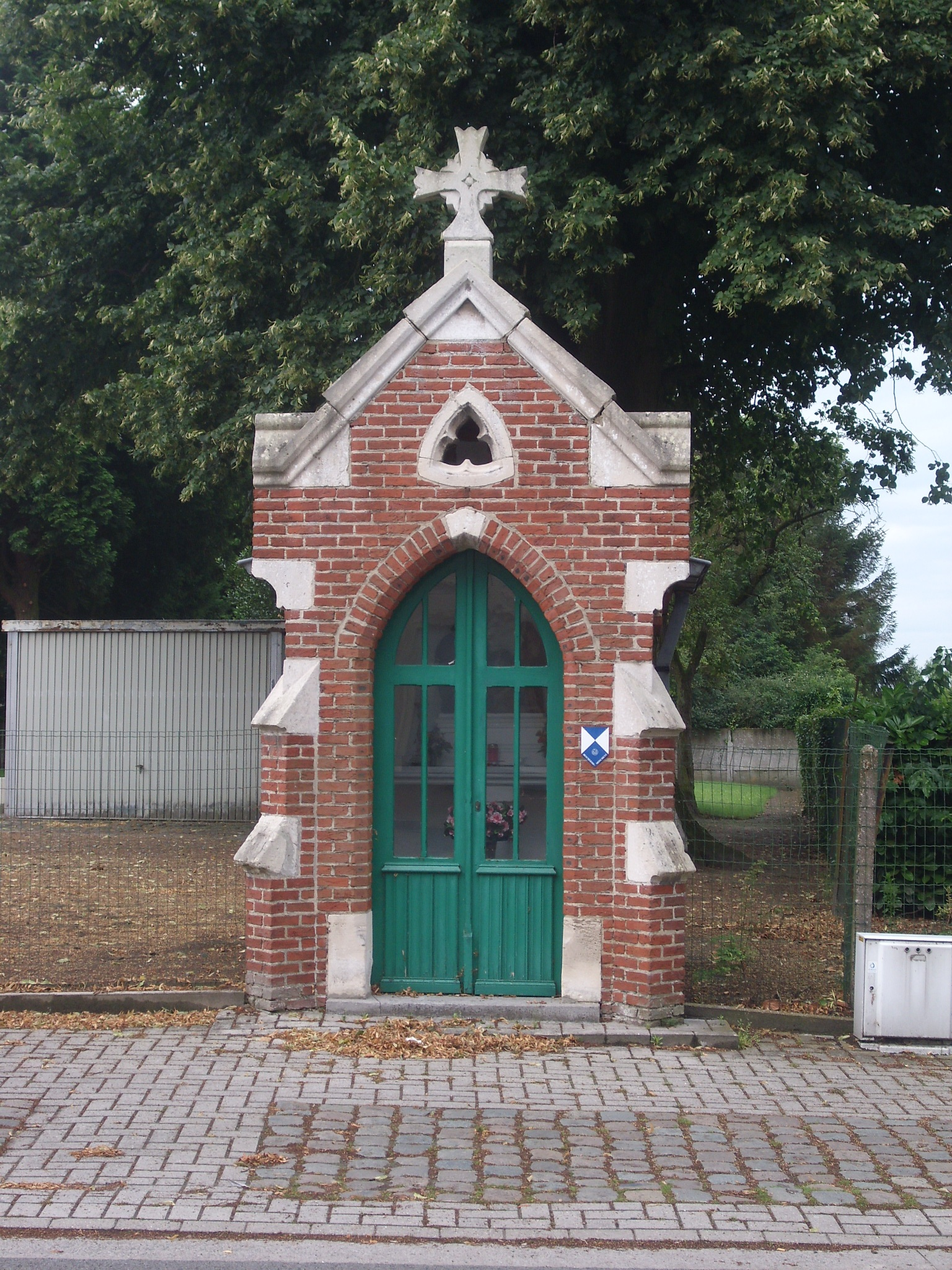
Omgangskapelletje

De Sint-Anna-Ommegang is een ommegang in de tot de Oost-Vlaamse gemeente Merelbeke-Melle behorende plaats Bottelare.

## Geschiedenis
De ommegang bestond al in het eerste kwart van de 17e eeuw, waarvan een gildeboek uit 1626 getuigt. Ook toen was het toen al een belangrijke en druk bezochte bedevaart. In 1659 werden de ommegangkapelletjes gebouwd en in 1868 werden deze vervangen door zeven zeer prachtige kapellen van zuiveren Gothische trand. Neogotische kapelletjes dus. Ze bevatten beeldengroepen die de zeven groetenissen van de Heilige Anna uitbeelden. Deze werden vervaardigd door Camille Lippens.

## Ommegang
De ommegang begint bij de hoofdkapel, en wel de Sint-Annakapel aan het Koning Albert I-plein. De huidige hoofdkapel is van 1905. De kapel bevatte een miraculeus Sint-Annabeeld dat later overgebracht werd naar de Sint-Annakerk. Het huidige eikenhouten Sint-Annabeeld is 18e-eeuws.
Hierna volgt een reeks van een zevental kleinere kapelletjes (2e t/m 8e statie) waarlangs men zich naar de kerk begeeft en uiteindelijk wordt een houten kruisbeeld op het kerkhof, van 1875, als 9e statie benut.